# Hans Wagner (Entomologe)
Karl Hans Wagner (* 6. Mai 1884 in Wien; † 10. April 1949 in Berlin) war ein österreichischer Entomologe und Spezialist für bestimmte Rüsselkäfer-Gruppen.

## Leben
Hans Wagner wurde am 6. Mai 1884 in Wien geboren. Dort besuchte er die Volksschule, die Unterrealschule und schließlich einen Vorbereitungskurs für die Akademie der bildenden Künste. Er arbeitet zwei Jahre am Naturhistorischen Museum.
Ab dem 1. Februar 1906 arbeitete er als Assistent bei Max Standfuß am Entomologischen Museum des Eidgenössischen Polytechnikums in Zürich, bis 1908 daneben als Privatdozent bei Arnold Lang am Zoologischen Institut der Universität Zürich.
Von 1. April 1911 bis zum 20. Juni 1921 war er Assistent des Kustos Sigmund Schenkling am Deutschen Entomologischen Institut in Berlin. Im Rahmen seiner Arbeit dort entwarf er unter anderem mit anderen das Signet des Deutschen Entomologischen Instituts.
In der Zeit danach betrieb er ein entomologisches Spezialgeschäft. Dieses bestand bis 1936, als während eines längeren Krankenhausaufhalts durch Witterungseinflüsse große Teile seiner privaten und geschäftlichen Sammlung verloren gingen.
Von 1926 bis 1932 gab er das Coleopterologische Centralblatt heraus, von dem 6 Bände erschienen.
Ab 1938 arbeitete auf der Provinzialstelle für Naturschutz unter Hans Hedicke. In dieser Zeit untersuchte er die Käferfauna der Mark Brandenburg. Die von ihm gesammelten Käfer gingen ein in die Sammlung der Naturschutzstelle, welche 1945 vernichtet wurde, und in die Sammlung seines Freundes Julius Neresheimer, die sich jetzt im Besitz des Deutschen Entomologischen Instituts befindet. Nach dem Krieg fing er an, die Sammlung der Naturschutzstelle neu aufzubauen.
Am 10. April 1949 starb er nach schwerer Krankheit.

## Wissenschaftliche Leistungen
Hans Wagner war einer der besten Kenner der deutschen Käferfauna. Er war ein ausgezeichneter Sammler und Präparator. Insbesondere die Fauna Brandenburgs wurde durch ihn um viele seltener Arten reicher.
Seine Spezialgebiete waren die Apionidae, deren Arten damals noch ausnahmslos zur Gattung Apion gezählt wurden. Später dann beschäftigte er sich mit den Ceutorhynchinae, einer Unterfamilie der Rüsselkäfer. In diesen Gruppen beschrieb er nicht nur zahlreiche neue Arten, sondern ordnete auch deren Taxonomie nach phylogenetischen Überlegungen, also nach deren vermuteten Verwandtschaftsbeziehungen. Er schuf bei dieser Arbeit zahlreiche neue Gattungen, die bis heute Bestand haben.
Während des Krieges und nach dem Krieg arbeitete er trotz der widrigen Umstände und trotz einer schweren Krankheit weiter. Seine Abhandlungen über die Ceutorhynchinae erschienen in den Jahren 1936 bis 1944 in den Entomologischen Blättern.

## Schriften
- Monographie der paläarktischen Ceuthorrhynchinae (Curcul.). In: Entomologische Blätter. 1938–1944 (zobodat.at [PDF], zobodat.at [PDF], zobodat.at [PDF], zobodat.at [PDF], zobodat.at [PDF], zobodat.at [PDF], zobodat.at [PDF], zobodat.at [PDF], zobodat.at [PDF], zobodat.at [PDF], zobodat.at [PDF], zobodat.at [PDF], zobodat.at [PDF], zobodat.at [PDF]).